# Tockus damarensis
El toco de Damara (Tockus damarensis) es una especie de aves bucerotiformes de la familia Bucerotidae que vive en el África Austral. Anteriormente se consideraba una subespecie de toco piquirrojo.

## Distribución geográfica
Se encuentra en el suroeste de Angola, el norte-centro de Namibia y el extremo oeste de Botsuana. 